# Восстание Секста Помпея
Восстание Секста Помпея (43—36 годы до н. э.) — гражданская война между Секстом Помпеем Магном и 2-м триумвиратом.

## Выступление Секста Помпея
Секст Помпей после поражения при Мунде укрылся на землях независимых иберийских племен. Собрав небольшой флот и отряд из бывших солдат своего отца и брата, он начал военные действия в Испании. Цезарь направил против него Гая Каррину с крупными силами, но Секст, используя партизанскую тактику, ослаблял противника внезапными нападениями, и сумел овладеть рядом городов.
Тогда Цезарь послал на борьбу с ним Азиния Поллиона, но Секст нанес тому поражение. К нему отовсюду стекались люди, и к лету 44 до н. э. у Секста было уже не менее 6 легионов. Весной 44 до н. э., после убийства Цезаря, консул Марк Антоний, пытавшийся сблизиться с помпеянцами в сенате, провел предложение вызвать Секста Помпея из Испании, выплатить ему компенсацию за потерю имущества в размере 50 млн. сестерциев и назначить его командующим римским флотом, с теми же полномочиями, которые некогда имел его отец. 28 ноября на заседании сената Антоний сообщил, что Марк Лепид заключил с Помпеем соответствующее соглашение.
Секст, впрочем, не спешил возвращаться в Италию. Во время Мутинской войны он прорвался со своими кораблями в Массалию, и, обосновавшись там, наблюдал за развитием событий. После разгрома Антония в боях под Мутиной сенат утвердил Помпея в должности командующего флотом (praefectus classis et orae maritimae). Когда в августе 43 до н. э. войска Октавиана заняли Рим, Секст Помпей был вместе с убийцами Цезаря осужден по закону Педия. Собрав флот, он начал нападения на побережья, применяя пиратскую тактику.

## Захват Сицилии
Как полагают, в декабре 43 до н. э. он высадился на северном берегу Сицилии и осадил в Мессане её наместника Авла Помпея Вифиника. В это время из Италии на Сицилию бежали люди, внесенные в проскрипционные списки. Приговоренные к смерти Гирций и Гай Фанний убедили Вифиника сдать город Помпею. Секст Помпей и Вифиник договорились о совместном управлении островом, но затем Помпей взял всю провинцию под свой контроль, а Вифиника казнил (42 до н. э.).
Вокруг Помпея собралась группа римских нобилей, а его войско значительно пополнилось бежавшими из Италии, как свободными, так и рабами. Италийские города, которые триумвиры собирались отдать своим солдатам, сами прислали на помощь вооруженные отряды, надеясь, что Помпей вторгнется на полуостров. Квинт Корнифиций, оборонявший Африку от цезарианцев, тоже оказывал Помпею помощь.

Состоятельные граждане, изгнанные из отечества и не считавшие его уже более своим, бежали все к Помпею, находившемуся к ним ближе всего и в то же время наиболее любимому всеми. Были у него и моряки из Африки и Испании, опытные в морском деле, так что Помпей был снабжен в изобилии военачальниками, кораблями, пехотой и денежными средствами.— Аппиан. XVI, 85.

## Война с Октавианом
Октавиан послал против Помпея своего легата Сальвидиена Руфа с флотом, а сам двинулся к Регию, чтобы переправиться через пролив. Помпей нанес кораблям Сальвидиена поражение в битве у Скиллея. Это заставило Октавиана торжественно пообещать жителям Регия и Гиппоника, расположенных на берегу пролива, что он исключит их из списка городов, подлежащих передаче легионерам, так как он боялся, что эти города поддержат возможную высадку войск Помпея.
Затем Октавиану пришлось отложить войну с Помпеем, так как Антоний призывал его на Балканы против Брута и Кассия.
После поражения республиканцев при Филиппах Цицерон Младший и часть сенаторов, не пожелавших сдаваться на милость победителей, вместе с эскадрой Кассия Пармского укрылись на Сицилии. Туда же Стаций Мурк привел часть республиканского флота, крейсировавшего в Ионическом море. К Сексту Помпею бежали из Рима люди, внесенные в проскрипционные списки, и те, кто пострадал от грабежей и террора. Среди тех, кто спасался на Сицилии от репрессий триумвирата, была и будущая жена Октавиана Ливия.

## Перузинская война
В ходе Перузинской войны против Октавиана образовалась коалиция между Антонием, Домицием Агенобарбом, перешедшим на его сторону с остатками республиканского флота, и Секстом Помпеем.
Войска Помпея высадились на юге Италии и осадили Фурии и Консенцию (Козенца), а флот его наварха Менодора с четырьмя легионами овладел Сардинией и Корсикой. Стоявшие на Сардинии два легиона Октавиана, узнав о союзе Антония с Помпеем, перешли на сторону последнего. Этот успех позволил установить морскую блокаду Италии не только с юга и востока, но и с запада.
Союз с Антонием продержался недолго, так как тот под давлением своей армии был вынужден заключить соглашение с Октавианом (Брундизийский мир).

## Положение в Италии
Положение в Италии по окончании войны оставалось весьма тяжелым. Триумвиры, нуждавшиеся в деньгах, вводили все новые и новые налоги, в частности налог на рабов и на наследство.

Приказ этот встречен был взрывом негодования в народе, сердившемся на то, что после того как истощена общественная казна, ограблены провинции, обременили и Италию поборами, податями, конфискациями и все это не на ведение внешних войн и не на расширение пределов государства, а на личную вражду из-за власти, откуда и пошли проскрипции, убийства, общий голод, а теперь хотят лишить и последних средств.— Аппиан. XVII, 67.
Флот Помпея тревожил побережье и препятствовал доставке хлеба. Подвоз хлеба из Африки также прекратился. Перебои с продовольствием вызвали рост цен и недовольство правящим режимом, популярность Секста Помпея между тем росла. В этот период многие римляне и италийцы возлагали большие надежды на то, что Секст, как истинный сын Помпея Великого, свергнет террористический режим Второго триумвирата и восстановит республику.
Осенью 40 до н. э. симпатии к Сексту вылились в открытую демонстрацию. Когда перед началом представления в театре вносили изображения богов, то при появлении Нептуна, считавшегося покровителем Секста, публика разразилась рукоплесканиями.
Вскоре в Риме начались беспорядки, толпа сбросила статуи триумвиров, в Октавиана и Антония, пытавшихся успокоить народ, полетели камни. Были вызваны войска, которые жестоко подавили народное возмущение, а затем бросились грабить дома богатых горожан,.

Когда толпа разбежалась, трупы были брошены в реку, чтобы вид их не возбуждал раздражения. Но печально было видеть, как трупы всплывали наверх и как солдаты и присоединившиеся к ним воры снимали с убитых что получше, и уносили это как свою добычу. Так прекращена была эта смута, вызвав страх и ненависть к правителям. Голод между тем достиг наивысшей силы, народ стонал, но оставался спокойным.— Аппиан. XVII, 68.

## Путеольское соглашение
Испытывая недостаток средств и опасаясь новых бунтов, триумвиры начали искать пути к соглашению с Помпеем. Октавиан женился на Скрибонии, сестре Л. Скрибония Либона, на дочери которого был женат Помпей. Самому Либону Антоний дал гарантии безопасности, и тот прибыл с Сицилии для предварительных переговоров. Встреча с триумвирами состоялась в Байях, куда прибыла также мать Секста Помпея Муция. По сообщению Аппиана, большинство сторонников Помпея склоняли его к соглашению, только Менодор написал ему с Сардинии, «что следует или воевать по-настоящему, или промедлить ещё», пока голод не сделает триумвиров более уступчивыми.
В 39 до н. э. Помпей прибыл в Путеолы, где после длительных и сложных переговоров было заключено мирное соглашение. Его положения сводились к следующему:
1. Прекращение войны на суше и на море, снятие морской блокады.

2. Секст Помпей получает Сицилию, Сардинию, Корсику и Пелопоннес на тех же условиях, на каких владеют своими провинциями триумвиры.

3. Гарнизоны Помпея выводятся из занятых им италийских городов, его корабли не должны приставать к побережью Италии, ему запрещается принимать беглых рабов.

4. Помпей должен поставлять римлянам хлеб из своих провинций, согласно обычной практике.

5. Помпей может выполнять консульские обязанности через своих друзей.

6. Знатные изгнанники получают право вернуться на родину, за исключением лиц, осужденных как убийцы Цезаря. Тем, кто бежал из страха, возвращается имущество, за исключением движимого; проскрибированным возвращается четвёртая часть имущества.

7. Сражавшиеся на стороне Помпея рабы признаются свободными; свободные, по окончании службы, получают те же награды, что и солдаты Антония с Октавианом.
Скрепив соглашение, Помпей, Антоний и Октавиан по очереди устроили пиршества. Помпей принимал гостей на своем роскошном корабле. Аппиан передает легенду, согласно которой Менодор предложил напасть на пирующих и одним ударом решить все проблемы, вернув Сексту отцовскую власть. Якобы Помпей ответил на это:

Пусть Менодор делает это без моего участия. Менодору подходит нарушать клятву, но не Помпею.— Аппиан. XVII, 73.
Более красочный вариант приводит Плутарх. По его словам,

В самый разгар угощения, когда градом сыпались шутки насчет Клеопатры и Антония, к Помпею подошел пират Мен и шепнул ему на ухо: «Хочешь, я обрублю якорные канаты и сделаю тебя владыкою не Сицилии и Сардинии, но Римской державы?» Услыхав эти слова, Помпей после недолгого раздумья отвечал: «Что бы тебе исполнить это, не предупредивши меня, Мен! А теперь приходится довольствоваться тем, что есть, — нарушать клятву не в моем обычае».— Плутарх. Антоний, 32.
Большинство римских аристократов, укрывавшихся у Помпея, воспользовались соглашением и вернулись в Италию, где многие примкнули к группировке Антония. В Италии новости о подписании мира вызвали всеобщую радость.

Недовольны были только те, которым пришлись по жребию земельные участки лиц, возвращающихся теперь с Помпеем; они боялись, что соседями их будут непримиримо враждебно к ним настроенные землевладельцы, готовые выступить против них как только это будет возможно.— Аппиан. XVII, 74.

## Режим Секста Помпея
Деятельность Секста Помпея является «одной из наименее исследованных» проблем римской истории. «Образ Секста Помпея остается для нас неясным», из-за недостатка информации и тенденциозности античных источников.
Источники, как и в случае с Антонием, несут на себе заметный отпечаток официальной пропаганды Октавиана Августа, изображающей Помпея как преступника, мятежника, и главаря пиратов и беглых рабов. Веллей Патеркул, к примеру, пишет, что Секст был «либертин своих либертинов, раб своих рабов, завидуя высшим, угождал низшим».
Имеющиеся сведения не позволяют сделать вывода о наличии у Секста какой-либо социальной программы. Впрочем, на рубеже 40-х и 30-х годов таковой не было и у триумвиров — их единственной целью было удержаться у власти любой ценой, опираясь на кого угодно. Рабов Помпей принимал в большом количестве, так как это был основной источник для пополнения войск и флота.
В результате на Сицилии возникло удивительное государственное образование из провинциалов, римских аристократов и землевладельцев, пиратов, вольноотпущенников и беглых рабов. Вынужденный союз между этими социальными группами не мог быть прочным. Самые видные флотоводцы Секста Помпея — Менодор (Мена), Менекрат, Демохар и Аполлофан — были вольноотпущенниками. Есть предположение, что они были взяты в плен Помпеем Великим во время кампании против пиратов, и стали его либертинами и клиентами.
По словам Аппиана, именно Менодор настраивал Секста Помпея против Стация Мурка, который привел на Сицилию республиканский флот, и оказал много других услуг. В 39 до н. э. Помпей подослал к Мурку убийц, а потом пытался представить это преступление как дело рук рабов. Подлое убийство видного представителя помпеянской партии накануне переговоров в Путеолах привело к охлаждению отношений между Секстом и римскими аристократами, и переходу последних в лагерь Антония.
Римский нобилитет все больше убеждался в том, что Секст вовсе не стремится к восстановлению республики, но превращается в такого же авторитарного лидера, как и его противники. Почти на всех монетах Секста выбито изображение Нептуна, его бога-покровителя. Подчеркивая близость с этим богом, приемным сыном которого он себя называл, Помпей сменил пурпурный плащ полководца на лазурный, под цвет морской волны. Он приносил Нептуну жертвы, бросая в море лошадей и даже людей.
Как полагают исследователи, основным ресурсом, который позволил Сексту Помпею продержаться так долго, уже после того как прекратилась помощь из Испании и Африки, и от него отвернулось население Италии, была поддержка сицилийцев. Античные города острова в его правление пережили свой последний экономический расцвет. Этому способствовало то, что продукция острова, в первую очередь зерно, больше не выкачивалась для потребления Римом, а шла на внутренний рынок, закупалась для армии и флота, а также продавалась купцам с Востока и Запада, которые опасались плыть в Италию из-за морской блокады и царившего там хаоса, и прибывали в сицилийские порты. Верфи и ремесленные мастерские были загружены военными заказами.
Богатые ресурсы острова и существовавшая там отлаженная система строительства и комплектования флота позволили Помпею, по словам Диона Кассия, собрать на Сицилии «многочисленных воинов и сильнейший флот».

## Разрыв
Путеольское соглашение продержалось недолго. Октавиан рассматривал его как временную уступку, нужную лишь для того, чтобы подготовиться к возобновлению войны. Мотивы Секста Помпея не совсем понятны. С его стороны это был стратегический просчет, и Менодор справедливо указывал ему на это. Если Помпей надеялся добиться таким образом популярности у римлян, то он просчитался. Аристократы покинули его, к тому же Октавиан постепенно пришел к выводу, что политика террора себя исчерпала, и приступил к наведению порядка в Италии, где банды солдат грабили и убивали землевладельцев, и города были вынуждены формировать отряды самообороны и вести с солдатней настоящие сражения.
Формальным поводом для разрыва стал спор с Антонием из-за Пелопоннеса. Антоний передал Помпею эту территорию с условием, что деньги, которые ему должны её жители, Помпей или отдаст из своих средств, или соберет с населения и передаст Антонию, или подождет, пока не будет уплачен долг. Помпей, в свою очередь, заявлял, что провинция должна отойти к нему вместе с долгами, в противном случае он отказывался её брать.
Вновь началось пиратство и морская блокада. Народ открыто возмущался, говоря, что договор не принес мира, но лишь породил четвёртого тирана. Октавиан направил недовольство против Помпея. Захватив нескольких грабителей, он подверг их пыткам, а потом сообщил народу, что они были посланы Помпеем и во всем сознались.
В начале 38 до н. э. Менодора убедили перейти на сторону Октавиана и передать ему Сардинию и Корсику с тремя легионами и большим вспомогательным войском. Это означало формальное объявление войны.

## Возобновление войны
Октавиан направил в Путеолы и Брундизий корабли из Равенны и войска из Галлии, и вызвал из Афин Антония, чтобы договориться с ним о совместном наступлении. Антоний отказался его поддержать, призвал не нарушать договор, а Менодора вообще потребовал выдать как часть имущества Помпея Великого, которое он приобрел на распродаже.
Октавиан усилил оборону побережья Италии и приказал начать строительство новых кораблей в Равенне и Остии. Менодор был принят на службу и поступил под начало командующего флотом Кальвизия Сабина.

## Битва при Кумах
Весной 38 до н. э. Октавиан отплыл из Тарента, а Кальвизий и Менодор из Этрурии. Армия двинулась к Регию. Помпей расположился в Мессане, а против Кальвизия направил флот под командованием Менекрата. Тот атаковал противника в заливе к северу от Кум, нанес ему значительные потери, но увлекся боем с крылом Менодора и сам погиб в сражении. Принявший командование Демохар не сумел закрепить достигнутый успех и увел корабли обратно на Сицилию.

## Битва при Скилле
Флот Октавиана подошел к Мессане, где у Помпея было всего 40 кораблей. Несмотря на значительное превосходство в силах, он не решился атаковать, и ожидал подхода Кальвизия. Когда стало известно о битве при Кумах, Октавиан направился на север навстречу Кальвизию. Этим воспользовался Помпей, к которому присоединился флот Демохара. Назначенные навархами Демохар и Аполлофан атаковали у Скиллы в Мессанском проливе корабли, шедшие вдоль берега. Поскольку Октавиан запретил давать сражение, корабли были вынуждены обороняться поодиночке, причем Демохар выставил против каждой вражеской галеры по две своих.
В результате большая часть флота была прижата к берегу и погибла, сам Октавиан бросил свой корабль и бежал на берег. Только ближе к вечеру, когда на горизонте показался флот Кальвизия и Менодора, помпеянцы прекратили избиение и отошли.
Объединив остатки своего флота с кораблями Кальвизия, Октавиан снова вышел в море, где попал в сильнейшую бурю, уничтожившую множество кораблей с экипажами. Флот Помпея заблаговременно укрылся в Мессане и потому избежал потерь.
Потеряв значительную часть флота, Октавиан не мог продолжать войну на море. Он усилил гарнизоны прибрежных городов и сосредоточил войска на юге Италии, чтобы противодействовать возможной высадке войск Помпея. Но тот, по словам Аппиана, даже не помышлял о наступательных действиях, решив ограничиться обороной, чем обрекал себя на неминуемое поражение. Он даже не решился преследовать и уничтожить остатки вражеского флота.

## Тарентское соглашение
Весной 37 до н. э. в Таренте при посредничестве Октавии и Мецената был заключен новый договор между Октавианом и Антонием. 1 января этого года заканчивался пятилетний срок полномочий Второго Триумвирата. Было решено продлить их ещё на пять лет, «не спрашивая уже постановления народа». Октавиану поручалось ведение войны против Секста Помпея, для этого Антоний передавал ему 130 кораблей, а взамен получал 20 тыс. солдат, необходимых для его парфянского похода.

## Подготовка экспедиции
На подготовку новой экспедиции ушло больше года, поскольку пришлось строить новый флот и обучать команды. Важную роль в этом сыграл друг и соратник Октавиана Марк Випсаний Агриппа, постепенно выдвигавшийся в ряды первых полководцев своего времени. Под его руководством близ Кум был выстроен новый порт, на верфях которого сооружались корабли, построенные «по последнему слову морской техники того времени».
Флот Помпея состоял из быстроходных судов и применял в бою пиратскую тактику. Выучка его экипажей значительно превосходила таковую у римских новобранцев. Для успешной борьбы с таким противником Агриппа построил более крупные и тяжелые корабли, уступавшие сицилийским в маневренности, но способные выдерживать бой против нескольких галер. Важнейшей новинкой, которой он оборудовал свои суда, был позаимствованный у греков гарпакс — снаряд, состоявший из тяжелого бруса с огромным крюком на конце. Это приспособление действовало как гарпун — выстреливалось при помощи баллисты и пробивало борт корабля. Небольшие суда затем при помощи блоков можно было поднять над водой, более крупные — притянуть и взять на абордаж.
Снаряжение новой армады требовало немалых средств. Прямое обложение было крайне непопулярным, особенно в условиях морской блокады и нехватки продовольствия. Сенаторов, всадников и прочих состоятельных людей заставили сделать крупные взносы под видом добровольных пожертвований. Чтобы подать пример, Октавиан посадил гребцами на корабли своих рабов и рабов своих друзей.
В самой Италии продолжались волнения и голодные бунты, которые подавляла армия.
Перед началом кампании Менодор перешел обратно к Помпею с семью кораблями. После этого Октавиан отстранил Кальвизия от командования флотом, назначив на его место Агриппу.

## Кампания 36 до н. э.
В начале июля 36 до н. э. кампания началась. Планировалось нанести одновременные удары с трех сторон. Из Африки отправился Лепид с основным войском — тысяча транспортных судов с 12 легионами и 5 тыс. нумидийских всадников на борту. Их сопровождал эскорт из 70 военных кораблей. Т. Статилий Тавр вышел из Тарента со 102 кораблями из тех, что предоставил Антоний. Гребцы остальных умерли за время зимы. Сам Октавиан с большей частью флота продвигался из Путеол вдоль побережья.
Помпей располагал 8 легионами и примерно двумя сотнями кораблей. Он направил в Лилибей своего пропретора Л. Плиния Руфа с одним легионом и вспомогательным войском, чтобы противодействовать высадке Лепида. Флот охранял восточное и западное побережье Сицилии, в особенности Липарские острова и Коссиру, которые противник мог использовать как промежуточные базы для вторжения. Лучшая часть флота была оставлена в резерве в Мессане.
На третий день после отплытия ветер усилился. Лепид потерял много транспортов, но все же высадился на Сицилии и осадил Лилибей. Статилий Тавр, когда усилилось волнение, повернул обратно в Тарент. Октавиан снова попал в бурю, потеряв 6 тяжелых кораблей, 26 более легких и множество либурнских галер. На приведение флота в порядок ушло тридцать дней, и лето уже подходило к концу. Тем не менее, было решено не переносить экспедицию на следующий год, а провести её во что бы то ни стало. Положение в Италии становилось все хуже, в Риме опять начались демонстрации сторонников Помпея. Октавиан отправил Мецената наводить порядок.
Помпей снова проявил нерешительность, и не преследовал поврежденные штормом суда Октавиана. Он лишь отправил Менодора с его семью кораблями для наблюдения за противником и проведения диверсий. Менодор был оскорблен тем, что ему не вернули пост командующего, и снова перешел к Октавиану.

## Второй этап кампании
В августе начался второй этап кампании. Лепиду не удалось взять Лилибей, и он увел свои войска на восток острова — к Тавромению. Октавиан приказал заместителю Агриппы Мессале Корвину переправиться туда же с двумя легионами. Ещё три легиона были сосредоточены на берегу Мессанского пролива. Статилию Тавру было приказано идти с флотом к Скилакийскому мысу, напротив Тавромения. Пехота и конница сопровождали его по берегу.
Тем временем к Лепиду направлялись транспорты с последними четырьмя легионами. Наварх Помпея Папий внезапно атаковал их, часть потопил, часть захватил, прочие вернулись в Африку. Лепид выслал корабли на помощь, но они опоздали. Погибло два легиона; тех, кому удавалось доплыть до берега, убивали солдаты Тизиена Галла, военачальника Помпея.
Октавиан с флотом прибыл к Стронгиле. Разведка сообщила о скоплении войск Помпея на побережье, в районе Пилориады, Мил и Тиндариды. Оставив командование Агриппе, Октавиан высадился в Гиппонии и собрал легионы Мессалы и Тавра. Он планировал высадиться на Сицилии, занять Тавромений, а затем совместно с Лепидом блокировать Помпея в районе Мессаны, пока Агриппа будет отвлекать на себя большую часть вражеского флота. Исполнению этого плана помешала позиция Лепида. Тот считал себя полноправным членом триумвирата, и не желал выполнять распоряжения Октавиана.

## Битва при Милах
Легко овладев Липарскими островами, Агриппа планировал напасть на Демохара, стоявшего в Милах с 40 кораблями, но Помпей разгадал его замысел, и отправил на помощь Аполлофана с 45 судами, а сам повел из Мессаны ещё 70. Обнаружив перед собой вместо одной сразу три эскадры, Агриппа принял бой, известив Октавиана о том, что Помпей покинул Мессану, и теперь самое время для высадки.
В упорном сражении флот Помпея потерял 30 кораблей и потопил 5 вражеских. Хваля своих людей за то, что они устояли против таких мощных судов, Помпей сказал, что это больше походило на штурм крепости, чем на морскую битву.

## Высадка на Сицилии
После битвы при Милах Помпей вернулся в Мессану, а Агриппа занял Тиндариду. Будучи выбит оттуда, он поставил гарнизоны в нескольких приморских городах, после чего вернулся на Липары.
Октавиан с тремя легионами высадился на Сицилии, намереваясь овладеть Тавромением. Помпей с войском и флотом выступил ему навстречу. Увидев приближающегося врага, Октавиан оставил командовать войсками Л. Корнифиция, а сам бросился бежать на кораблях. Помпей настиг его и уничтожил значительную часть судов. Самому Октавиану едва удалось выбраться на италийский берег в сопровождении всего одного слуги. Там его, «ослабевшего и телом, и духом» подобрали люди Мессалы. По словам Плиния Старшего, будущий основатель Римской империи настолько пал духом, что просил своего спутника убить его.
Придя в себя, он начал стягивать к проливу имеющиеся войска, а Агриппе приказал оказать помощь Корнифицию. Тот некоторое время простоял лагерем в окрестностях Тавромения, затем, из-за недостатка пищи и воды, был вынужден выступить в поход. По пути его часто тревожили стрелки и кавалерия противника, кроме того, идти пришлось по безводным горам и лавовым полям возле Этны, где в это время происходило извержение. Наконец, войска Корнифиция были встречены шедшими на выручку тремя легионами Квинта Ларония, и прибыли в Милы к Агриппе.
Агриппа организовал переправу войск через пролив. По словам Аппиана, на Сицилии было сосредоточено до 21 легиона, 20 тыс. всадников и 5 тыс. легкой пехоты. Началась борьба на коммуникациях, в которой Октавиан, имевший большое численное преимущество, стал брать верх, отрезав Помпея от тыловых складов.

## Битва при Навлохе
Терпя недостаток продовольствия, Помпей предложил решить исход войны в генеральном морском сражении.

Хотя Цезарь и сторонился всего связанного с морем, так как до сих пор не имел успеха на нём, однако, стыдясь отказаться, принял вызов. Назначен был день, к которому обе стороны снарядят по триста кораблей, снабженных всевозможными башнями и машинами, какие только могли придумать.— Аппиан. XVII, 118.
3 сентября 36 до н. э. состоялось сражение при Навлохе, примечательное массовым использованием разнообразных технических приспособлений и метательных орудий. Силы Помпея состояли примерно из 180 кораблей, у Агриппы, как полагают, судов было ещё больше. Сицилийский флот потерпел полное поражение. По словам Аппиана, у Агриппы было потоплено всего три корабля, а у Помпея 28. Остальные были или сожжены, или захвачены, или разбились о скалы. Только 17 кораблей сумели спастись. Помпей бежал на корабле в Мессану. Его войска, стоявшие на берегу под командованием Тизиена Галла, будучи брошены на произвол судьбы, сдались Октавиану.

## Бегство Помпея
Быстро погрузив ценное имущество на борт (по словам Аппиана, он к этому подготовился заранее), Помпей на 17 кораблях бежал к Антонию. Для прикрытия бегства он вызвал из Лилибея Плиния с 8 легионами. Тот прибыл в Мессану уже после отплытия своего патрона, и вскоре был осажден Агриппой и Лепидом. Лепид убедил Плиния перейти на его сторону, дав ему взамен возможность поучаствовать в разграблении города.
Помпея Октавиан распорядился не преследовать. Сам он объяснял это тем, что Помпей не принадлежал к числу убийц его отца, но более вероятно, что он намеревался использовать предоставление Антонием убежища Сексту, как повод к войне.

## Борьба с Лепидом
Присоединив к своей армии части Плиния, и доведя свои силы до 22 легионов, «Лепид возомнил о себе» настолько, что вознамерился сам овладеть Сицилией. Он занял горные проходы и намеревался блокировать войска Октавиана. Однако его собственные войска отказались ему подчиняться и начали переходить к Октавиану, поскольку не желали новой гражданской войны и не считали Лепида достойным вождем.
Вскоре Лепида бросили все.

Переменив одежду, он побежал к Цезарю, причем видевшие это сбегались смотреть на происходящее как на зрелище. Цезарь встал при приближении Лепида и, не допустив его упасть к своим ногам, отослал в Рим в одежде, в какой он был, одежде частного лица, а не в полководческой; за ним осталось только его жреческое звание.— Аппиан. XVII, 126.

## Волнения в войсках
По окончании войны под командой Октавиана оказалось 45 легионов, 25 тыс. всадников, около 40 тыс. легкой пехоты и 600 военных кораблей.
С такой массой войск сразу же возникли проблемы. Солдаты требовали демобилизации и таких же наград, какие получили легионеры, сражавшиеся при Филиппах. Относительно наград Октавиан пытался отделаться обещаниями, а вместо роспуска предлагал солдатам идти с ним в Иллирийский поход, где они смогут вволю пограбить.
Пока что он в изобилии раздавал венки и знаки отличия.

Пока Цезарь давал все эти обещания, трибун Офиллий начал кричать, что венки и пурпурные одежды — детские игрушки, награда же воинам — земля и деньги. Тогда Цезарь в гневе сошел с трибуны. Сторонники трибуна, напротив, одобряли его и бранили тех, кто не становился на их сторону. Сам Офиллий утверждал, что он и один будет защищать столь правое дело. После этого на другой день он исчез, и никто не знал, что с ним случилось.— Аппиан. XVII, 128.
Чтобы успокоить войска, Октавиан провел соответствующую работу с их главарями. Сражавшихся при Мутине и Филиппах он соглашался уволить, а когда таких желающих набралось 20 тыс., выслал их на острова, чтобы не смущали остальных.

## Умиротворение Сицилии
Подавив волнения в армии, Октавиану пришлось провести масштабные карательные операции на Сицилии, где у Помпея оставалось много сторонников. Детали этих событий письменные источники не сохранили, но археологические раскопки вскрыли широкую картину опустошений, относящихся именно к этому времени. Большая часть городов была сильно разрушена, а их зависимые территории (хора) опустошены, причем это не могло быть результатом войны с Секстом Помпеем, так как в ходе неё боевые действия затронули лишь побережье от Тиндариды до Тавромения.
По словам Диона Кассия,

Всадники и сенаторы из числа сторонников Секста были, за редким исключением, наказаны. Из находившихся в строю свободные были зачислены в войско Цезаря, бывшие рабы переданы господам для наказания; те, чьи господа не отыскались, были распяты. Города, добровольно перешедшие на его <Октавиана> сторону, получили прощение, сопротивлявшиеся были наказаны.— Дион Кассий. XLIX. 12, 4.
Руководство карательными действиями было поручено Статилию Тавру. После окончания войны с Секстом Помпеем он был направлен в Африку, отобранную у Лепида, но вскоре был отозван на Сицилию. О серьезности положения свидетельствует то, что Октавиан, уехавший по окончании кампании в Рим, был вынужден зимой 36/35 до н. э. вернуться на остров для наведения порядка.
На Сицилию была наложена контрибуция в 1600 талантов. Пощады не получил даже Тавромений — один из пяти сицилийских городов, имевших статус римских союзников. Его жители были изгнаны.
После карательных экспедиций Октавиана обезлюдело все побережье от мыса Пахина до Лилибея, война довершила опустошение внутренних областей Сицилии, и до этого часто страдавших во время карфагенских, пунических и рабских войн. Теперь на месте греческих и туземных поселений там образовались пастбища.

## Торжества в Риме
Октавиан торжественно вступил в Рим, где в его честь на Форуме была воздвигнута ростральная колонна, служившая пьедесталом для его золотой статуи. На колонне красовалась надпись: «На суше и на море он восстановил нарушавшийся долгими распрями мир». День победы над Секстом был объявлен ежегодным праздником, а в этом году были прощены недоимки по налогам.
Официальная пропаганда объявила минувшую войну борьбой с беглыми рабами. Поэтому теперь следовало разобраться с теми рабами, которым Секст Помпей по соглашению в Путеолах выговорил свободу. Теперь они в качестве легионеров находились в армии Октавиана. По его приказу во все военные лагеря были разосланы

Запечатанные письма с повелением вскрыть их в один и тот же день и исполнить то, что было в них предписано. (…) Рабы в один день были схвачены и доставлены в Рим, где Цезарь и возвратил их прежним владельцам-римлянам и италийцам, или их наследникам; так же он поступил и в отношении сицилийцев. Тех же рабов, которых никто не брал, он велел казнить близ городов, откуда они бежали.— Аппиан. XVII, 131.
Хозяевам было возвращено около 30 тыс. рабов, и несколько тысяч казнено.